# Peter Westerholm
John Martin Peter Westerholm, född 20 februari 1935 i Helsingfors, Finland, död 3 januari 2024 i Stockholm, var en finlandssvensk läkare och professor.

## Biografi
Peter Westerholm var son till direktören Bruno Westerholm och Anni, ogift Rinne. De kom från Finland till Sverige 1945. Han blev medicine licentiat 1960, medicine doktor vid Umeå universitet 1980 och docent där 1982. Han blev professor emeritus vid Institutionen för medicinska vetenskaper, Arbets- och miljömedicin vid Uppsala universitet. Han var författare till ett stort antal artiklar/böcker.
Westerholm var från 1959 gift med politikern Barbro Westerholm (1933–2023). De blev föräldrar till fyra barn, däribland Johan Westerholm.